# Kardinal-Schulte-Haus

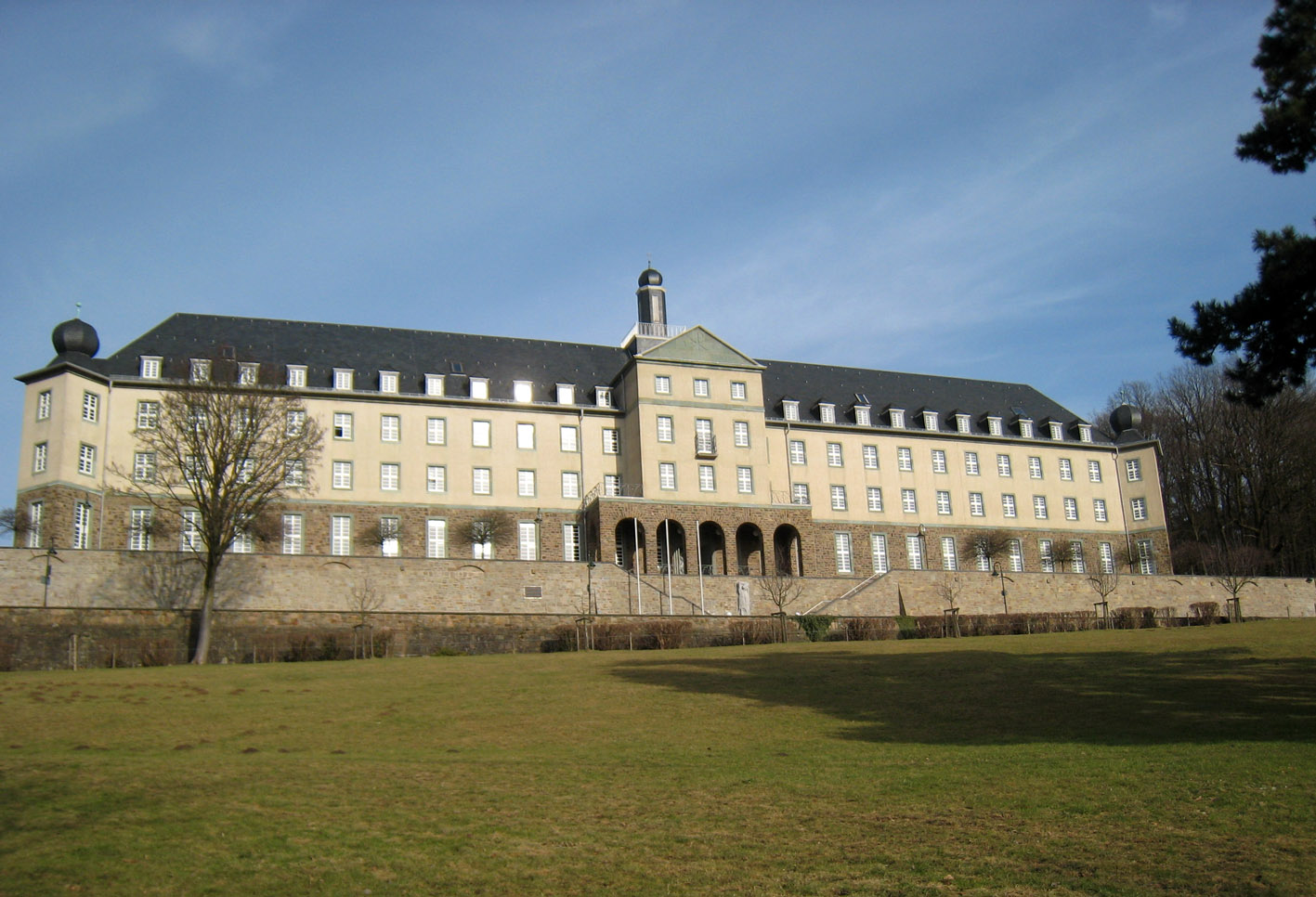
Kardinal-Schulte-Haus – Westfassade (2012)

Das Kardinal-Schulte-Haus (Eigenbezeichnung: Kardinal Schulte Haus) ist ein Tagungszentrum des Erzbistums Köln im Stadtteil Bockenberg von Bergisch Gladbach. Das Gebäude wurde 1924 als Priesterseminar nach Plänen des Architekten Bernhard Rotterdam erbaut. Es dient als Tagungs- und Gästehaus mit Hotelbetrieb. Die Thomas-Morus-Akademie Bensberg hat ihre Geschäftsstelle im Kardinal-Schulte-Haus und führt dort die meisten ihrer Veranstaltungen durch.

## Geschichte
Erzbischof Karl Joseph Schulte entschloss sich 1924 wegen der Nähe zum Hauptbahnhof und der Enge des bisherigen Bauwerks zu einem Neubau für das Priesterseminar des Erzbistums, das sich seit 1615 in der Kölner Innenstadt befand. Nach einem Architektenwettbewerb 1924 entstand in den Jahren 1926 bis 1929 das Gebäude in der zu dieser Zeit noch eigenständigen Gemeinde Bensberg nach Plänen des Architekten Bernhard Rotterdam. Am 29. Juni 1926 legte Nuntius Eugenio Pacelli, der spätere Papst Pius XII., den Grundstein. 1929 nahm das Priesterseminar in dem Neubau den Lehrbetrieb auf.
Nach Kriegsausbruch 1939 wurde das Gebäude Reserve-Lazarett, das Priesterseminar wurde vorübergehend in das Haus Altenberg verlegt. Nach Beschlagnahme durch die Gestapo im Jahr 1941 mussten die Seminaristen das Haus erneut verlassen. Es wurde 1944 Kriegslazarett der Wehrmacht, nach Kriegsende bis 1948 Lazarett der alliierten Streitkräfte.
Das Priesterseminar kehrte am 27. April 1948 nach Bensberg zurück. Neben dem Priesterseminar waren in dem Gebäude zunächst ein Notkrankenhaus und später ein Alten- und Pflegeheim untergebracht. 1958 wurde das Priesterseminar auf Wunsch von Josef Kardinal Frings nach Köln in den Neubau des Erzbischöflichen Hauses und der Diözesanbibliothek verlegt, der an der Stelle des von Bomben zerstörten Bischöflichen Palais errichtet wurde; Kardinal Frings wollte dieses Haus nicht allein bewohnen und hielt die Nähe der Seminaristen zum Kölner Dom und zum Erzbischof für wünschenswert.
Ab 1958 wurde das Haus im einen Teil zum Sitz der Thomas-Morus-Akademie, im anderen Teil bestand das Altenheim weiter. Beide Einrichtungen waren durch einen gemeinsamen Küchen- und Hauswirtschaftsbetrieb verbunden.
Ein Brand am 21. Februar 1980 richtete erheblichen Schaden am Gebäude an; zwei Bensberger Feuerwehrmänner kamen bei den Löscharbeiten ums Leben. Die Bewohner des Altenheimes konnten unverletzt in benachbarte Heime evakuiert werden. Das Haus war zunächst unbewohnbar.
1984 entschloss sich das Erzbistum Köln, das Haus renovieren zu lassen und als Tagungszentrum zu nutzen.
Es erhielt jetzt nach seinem Erbauer die Bezeichnung „Kardinal-Schulte-Haus“. Nach der Fertigstellung im Jahre 1988 wurde es während der Zeit der Renovierungsarbeiten des Collegium Albertinum in Bonn zunächst Ausweichquartier für die an der Universität Bonn studierenden Priesteramtskandidaten des Erzbistums.
Seit dem 1. Oktober 1989 wird das Haus mit einem geänderten Nutzungskonzept geführt. Das Alten- und Pflegeheim kehrte nicht in das Bauwerk zurück, und die organisatorische Einheit von Tagungsstätte und Thomas-Morus-Akademie wurde aufgegeben. Das Gebäude wurde zum „Tagungszentrum des Erzbistums Köln“, das weitgehend kirchlichen, caritativen Gruppen, Institutionen und Veranstaltern zur Verfügung steht sowie der Thomas-Morus-Akademie auf Mietbasis als Sitz und Veranstaltungsort dient.

## Bauwerk
Das Gebäude liegt auf einer Anhöhe oberhalb von Bensberg, die einen weiten Ausblick ins Rheintal und auf Köln ermöglicht. Man erreicht es über eine Auffahrt von der Overather Straße (B 55) durch einen Torbau, in dem Wohnungen untergebracht sind.

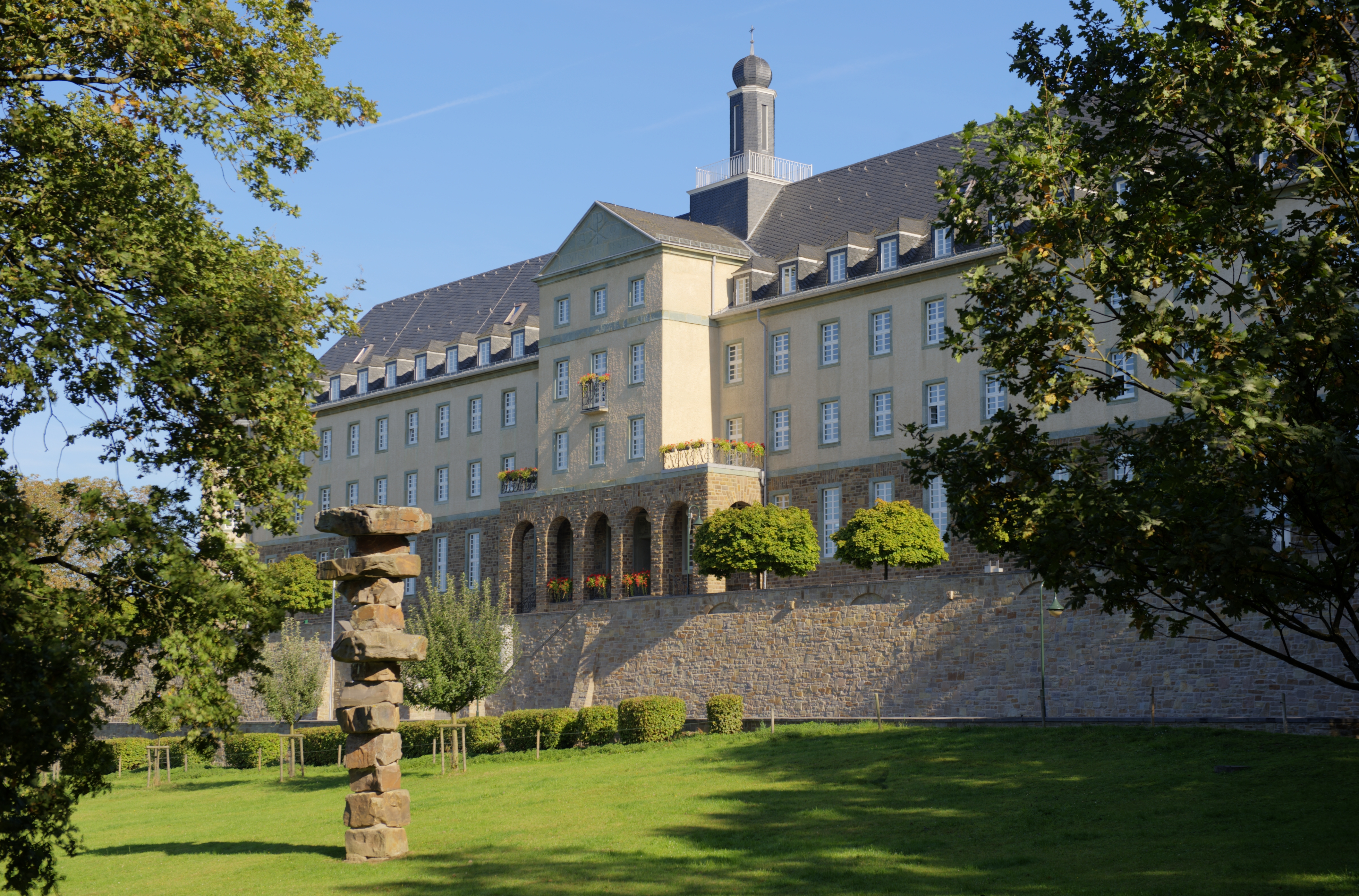
Das Haus im Skulpturenpark mit Das Projekt „Equilibro“ (Rolf Schaffer)

Das Gebäude im Atriumstil in der Architektur von Bernhard Rotterdam besteht aus einem rechteckigen Komplex, der einen großen Innenhof umfasst. Die vier Ecken sind turmartig ausgebildet und tragen jeweils eine Zwiebelhaube, den Eingangsbereich in der Mitte der Westfassade bestimmt ein breiter vorspringender Erker über einem Portikus, der von einem Dachreiter, ebenfalls mit Zwiebelhaube, gekrönt wird.
Über einem vollständigen Keller- bzw. Souterraingeschoss mit Küche, Fitnessraum, Kegelbahn, Hotelbar und Restaurant liegen im Hochparterre die großen Seminarräume, zwei Restaurants, der Rezeptions- und Lobbybereich, die Thomas-Morus-Kapelle sowie die Geschäftsstelle der Thomas-Morus-Akademie. In zwei darüber liegenden Vollgeschossen und im Dachgeschoss befinden sich weitere Seminarräume, die „Domlounge“ und 158 Hotelzimmer. Alle Hotelzimmer, die Tagungsräume und Restaurants wurden 2015 komplett neu ausgestattet.
Bei der Renovierung nach dem Brand in den 1980er-Jahren blieben die Fassaden vollständig erhalten. Die Innenräume wurden teilweise neu geschnitten und erhielten eine zeitgemäße Infrastruktur, die auch einen Hotelbetrieb ermöglicht. Die bisherige große Hauskapelle wurde in eine Aula umgewandelt. 1987 wurde als Ersatz im Innenhof des Gebäudekomplexes die Edith-Stein-Kapelle gebaut.
Die Gänge im Erdgeschoss des Tagungshauses sind regelmäßig Ausstellungsort für Kunstwerke im Rahmen der Reihe Kunstbegegnung der Thomas-Morus-Akademie.

## Baudenkmal
Das Gebäude ist unter der Nr. 71 in die Liste der Baudenkmäler in Bergisch Gladbach eingetragen.

## Skulpturenpark
Auf dem Gelände entstand seit 1994 ein Skulpturenpark, in dem bis jetzt fünf Skulpturen aufgestellt sind. Das Projekt wird von der Thomas-Morus-Akademie, der Künstler-Union im Erzbistum Köln und dem Erzbistum Köln getragen und will in der Synthese von Tagungsraum und Landschaft die spirituelle Dimension von Kunst erlebbar machen. Die Skulpturen sind:
1. Rolf Schaffer: Ohne Titel
2. Dorissa Lem: Ohne Titel
3. Günther Oellers: Der Zweiflammenstein
4. Rolf Schaffer: Das Projekt „Equilibro“
5. Heinz Georg Neussl: Das Kreuz.[4]